# Подшёрсток
Подшёрсток (лат. Pili lanei) — вид волос у млекопитающих. Они тонкие, закрученные и не содержат коркового вещества (лат. Cortex pilii). Расположены плотно в качестве вторичных волос вокруг волос собственно шерсти (первичных волос). Основным предназначением подшёрстка является теплоизоляция. Волосы подшёрстка обладают лишь одной сальной железой.